# Берег (муніципальне утворення «Урдомське»)
Берег (рос. Берег) — присілок в Ленському районі Архангельської області Російської Федерації.
Населення становить 0 осіб. Входить до складу муніципального утворення Урдомське поселення.

## Історія
Від 2004 року входить до складу муніципального утворення Урдомське поселення.

## Населення
1. Н/Д[2]